# Heliconia tortuosa
Heliconia tortuosa es una planta herbácea perenne, tropical perteneciente a la familia Heliconiaceae. Es originaria del sudeste de México hasta Centroamérica

## Descripción
Se encuentran comúnmente en los bosques secundarios de montaña. También ha sido ampliamente cultivada como planta ornamental de jardín por sus vistosas inflorescencias, generalmente trenzadas (de ahí el nombre de tortuosa).

## Taxonomía
Heliconia tortuosa fue descrita por  Robert Fiske Griggs y publicado en Bulletin of the Torrey Botanical Club 30(12): 650, t. 29, f. 1. 1903.
Etimología
Heliconia: nombre genérico que hace referencia a la montaña griega Helicón, lugar sagrado donde se reunían las Musas.
tortuosa epíteto latíno que significa "retorcida".
Sinonimia
- Bihai tortuosa (Griggs) Griggs, Bull. Torrey Bot. Club 31: 445 (1904).[3]